# Morena (canção)
"Morena" é uma canção do cantor Vitor Kley em parceria com o DJ Bruno Martini, contida no terceiro álbum de estúdio de Kley, Adrenalizou (2018). Foi lançada em 8 de junho de 2018, pela gravadora Midas Music.

## Vídeo musical
O videoclipe da canção foi lançado no dia 8 de dezembro de 2018, tendo direção artística do produtor musical Rick Bonadio. No clipe, Kley passeia pela cidade de Santos, cantando sobre a história de amor entre ele e a morena, interpretada por Gabriela, ex-integrante da banda Melim, na qual o cantor confirmou ter sido a inspiração da música.

## Desempenho nas tabelas musicais
| Chart          | Maior posição |
| -------------- | ------------- |
| Top 100 Brasil | 66            |

## Vendas e certificações
| País   | Associação de gravadoras | Certificação | Vendas    |
| ------ | ------------------------ | ------------ | --------- |
| Brasil | Pro-Música Brasil        | - Diamante   | - 300.000 |